# Ференчак Сергій Володимирович
Сергі́й Володи́мирович Ференча́к (нар. 27 квітня 1984, Красноперекопськ, Кримська область, УРСР, СРСР — пом. 19 травня 2021) — український, з 2014 року — російський футболіст, півзахисник.

## Кар'єра
У ДЮФЛ виступав за СДЮШОР-5 (Севастополь) та УОР (Сімферополь). Професіональну кар'єру розпочав у Другій лізі, в армянському «Титані». Улітку 2005 року змінив прописку на Красноперекопськ, де грав за місцевий «Хімік».

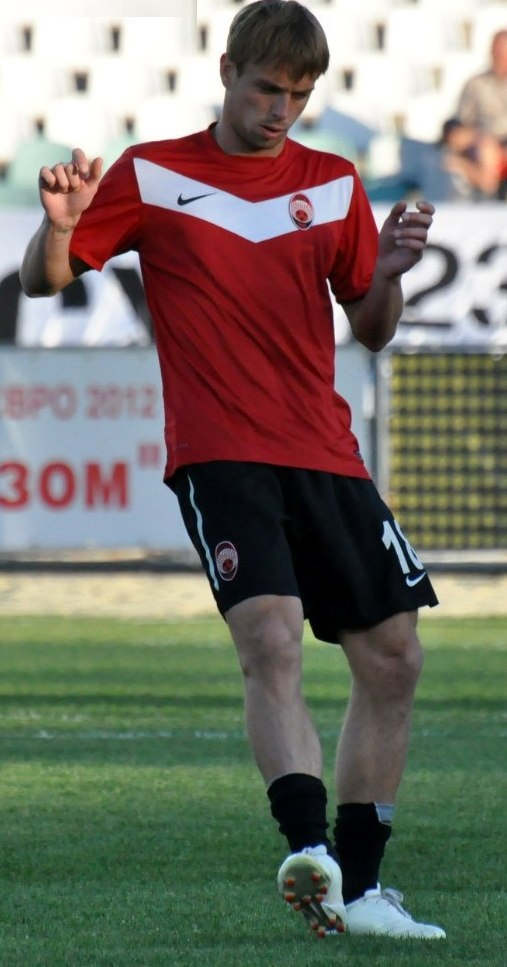
Сергій Ференчак під час виступів за «Зорю». 2012 рік.

У липні 2007 року підписав контракт з сімферопольською «Таврією», однак через місяць був взятий в оренду «Севастополем», що виступав у Першій лізі. За нову команду дебютував 24 серпня 2007 року в виїзному поєдинку першої ліги з дніпродзержинською «Сталлю», в якому севастопольці здобули перемогу 3:2. Всього за сезон зіграв у 31 матчі чемпіонату і забив 3 голи.
Після року в оренді Ференчак повернувся до «Таврії», за яку 3 серпня 2008 року дебютував у Прем'єр-лізі в матчі проти полтавської «Ворскли» (1:3), вийшовши на заміну на 69-й хвилині замість Лакі Ідахора.
Однак закріпитись у вищоліговій команді Ференчак не зумів і влітку 2009 року знову став гравцем ПФК «Севастополь». 2010 року Сергій допоміг команді вперше в історії вийти до Прем'єр-ліги. У сезоні 2010/11 він з капітанською пов'язкою виводив команду на матчі Прем'єр-ліги України, але команда посіла передостаннє 15 місце і вилетіла назад до першої ліги.
19 липня 2011 року Ференчак підписав трирічний контракт з «Зорею». Втім і тут основним гравцем Сергій стати не зумів, зігравши за 2,5 роки лише 22 матчі в Прем'єр-лізі і в січні 2014 року покинув клуб.
В лютому 2014 року підписав контракт із білоруським клубом «Білшина» з Бобруйська, але і там надовго не затримався, покинувши команду вже в червні.
Після анексії Криму Росією прийняв російське громадянство. У січні 2015 року став гравцем севастопольского «СКЧФ», який виступав у чемпіонаті Криму і згодом змінив назву на «Севастополь». Свій останній матч за цей клуб Сергій Ференчак провів 25 травня 2019 року на домашньому стадіоні, в якому його команда обіграла «Інкомспорт» 1:0.
Після закінчення кар'єри футболіста нетривалий час працював тренером в дитячо-юнацькій секції ФК «Севастополь».
Помер 19 травня 2021 року.

## Досягнення

### Україна
- Переможець чемпіонату України серед команд першої ліги: 2009/10.

### Окупований Крим
- Переможець Всекримського турніру: 2015
- Володар Суперкубка федерацій: 2015
- Переможець чемпіонату Прем'єр-ліги КФС: 2016/17, 2018/19
- Володар Суперкубка ПЛ КФС: 2017
- Володар Кубка КФС : 2018/19